# مریل مک‌کورمیک
مریل مک‌کورمیک (انگلیسی: Merrill McCormick؛  ‏۵ فوریهٔ ۱۸۹۲ – ۱۹ اوت ۱۹۵۳) بازیگر اهل ایالات متحده آمریکا بود.
از فیلم‌های او می‌توان به ماجراهای جدید تارزان اشاره نمود.